# Belle-Anse (arrondissement)
Belle-Anse (em crioulo haitiano: Bèlans) é um arrondissement do Haiti, situado no departamento do Sudeste. De acordo com o censo de 2003, Belle-Anse tem uma população total de 107.446 habitantes.

## Comunas
O arrondissement de Belle-Anse é composto por 4 comunas.
- Anse-à-Pitres
- Belle-Anse
- Grand-Gosier
- Thiotte